# Friedrich Jaksch von Wartenhorst
Friedrich Jaksch von Wartenhorst (26. listopadu 1846 Praha – 27. listopadu 1908 Vídeň) byl rakouský právník a politik, na konci 19. století poslanec Říšské rady.

## Biografie
Jeho otcem byl lékař Anton Jaksch von Wartenhorst. Bratr August Jaksch von Wartenhorst byl historikem, další bratr Rudolf Jaksch von Wartenhorst proslul jako lékař, internista. Friedrich byl profesí právníkem. Působil jako dvorský a soudní advokát ve Vídni.
V 70. letech 19. století se zapojil i do celostátní politiky. V doplňovacích volbách roku 1878 získal mandát v Říšské radě (celostátní zákonodárný sbor) za velkostatkářskou kurii, obvod Čechy. Slib složil 22. října 1878. Mandát zde pak obhájil i v řádných volbách do Říšské rady roku 1879, volbách do Říšské rady roku 1885, volbách do Říšské rady roku 1891, volbách do Říšské rady roku 1897 a volbách do Říšské rady roku 1901. Profesně byl k roku 1897 uváděn jako advokát a statkář.
Politicky patřil mezi ústavověrné poslance. Na Říšské radě se v říjnu 1879 uvádí jako člen staroněmeckého Klubu liberálů (Club der Liberalen). Od roku 1881 patřil do klubu Sjednocené levice, do kterého se spojilo několik ústavověrných proudů německých liberálů. Za tento klub uspěl i ve volbách roku 1885. Po rozpadu Sjednocené levice přešel do frakce Německorakouský klub. V roce 1890 se uvádí jako poslanec obnoveného klubu německých liberálů, nyní oficiálně nazývaného Sjednocená německá levice. I ve volbách roku 1891 byl na Říšskou radu zvolen za klub Sjednocené německé levice. Po volbách roku 1897 se uvádí jako ústavověrný velkostatkář.